# Albert Maunoir

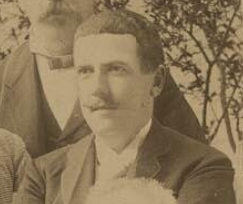
Albert Maunoir

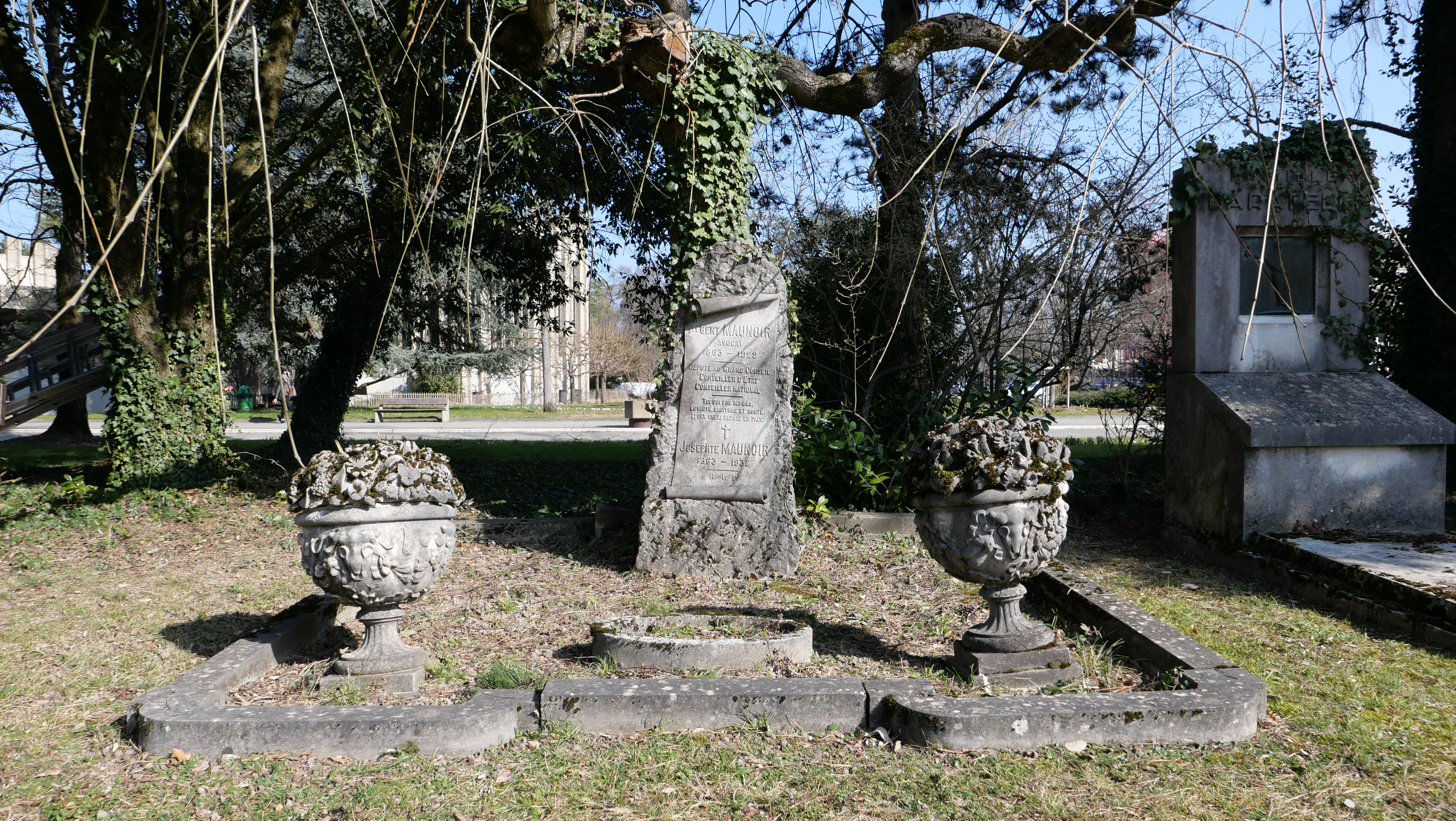
Das Grab von Albert Maunoir und seiner Ehefrau auf dem Friedhof von Saint-Georges in Genf

Albert-Edouard Maunoir (* 3. Oktober 1863 in Genf; † 3. März 1929 ebenda) war ein Schweizer Jurist und Politiker.

## Leben

### Familie
Albert Maunoir entstammte der Genfer Bürgerfamilie Maunoir und war der Sohn des Bankiers Henri Maunoir (* 5. November 1825 in Genf; † 15. April 1889 ebenda) und dessen Ehefrau Suzanne Bedwie (* 1823; † 11. April 1894), die Tochter von Pierre Mazade; er hatte noch drei Geschwister. Sein Bruder Gaston Maunoir, Bankier, kam 1921 bei einem Jagdunfall ums Leben.
Sein Grossonkel war der Mediziner Jean-Pierre Maunoir (1768–1861).
Seit 1923 war er mit Josephte (1863–1938), der Tochter von Pierre Jaquenoud, verheiratet.

### Werdegang
Albert Maunoir immatrikulierte sich an der Universität Genf und beendete das Studium als Lizenziat in Rechtswissenschaft.
1885 erhielt er das Anwaltspatent und war von 1891 bis 1895 Stellvertreter des Generalstaatsanwalts sowie von 1896 bis zu seinem Tod als Rechtsanwalt tätig.
Von 1924 bis 1926 war er Präsident der Genfer Anwaltskammer.
In der Schweizer Armee wurde er 1897 als Oberleutnant zum Ersatzgericht 2 sowie 1900 als Hauptmann zum Ersatzgericht 1 und 1901 zum Divisionsgericht 1 versetzt.
1902 war er Sektretär des Anklägers gegen mehrere Soldaten, unter anderem Jean Sigg, die anlässlich des Aufrufs zum Generalstreik dem Truppenaufgebot keine Folge geleistet hatten.
Er wurde 1903 im Dienstgrad Hauptmann als Auditor zum Ersatzgericht 1 und 1905 zum Divisionsgericht 1 versetzt. 1913 erfolgte seine Beförderung zum Major und 1918 zum Oberstleutnant; er war von 1914 bis 1918 Grossrichter der 1. Division. 1921 wurde er stellvertretender Oberauditor der Armee; als stellvertretender Oberauditor folgte ihm 1929 François Guisan. Er erreichte in der Militärjustiz den Dienstgrad eines Obersts und war bei verschiedenen Gelegenheiten politischer Berater des Generals Ulrich Wille und einer der Autoren des Militärstrafgesetzbuchs.
1916 wurde er Mitglied des Verwaltungsrats der Vereinigten Schweizerischen Rheinsalinen, 1918 der Aluminium-Industrie AG in Neuhausen am Rheinfall, 1921 der L'Union des usines et exploitations forestières de Nasic mit Sitz in Genf und 1928 der Gesellschaft für die Schifffahrt auf dem Genfersee (siehe Personenschifffahrt auf dem Genfersee).

### Politisches und gesellschaftliches Wirken
Albert Maunoir war von 1895 bis 1927 demokratischer Genfer Grossrat (1901 2. Vizepräsident und 1921 Präsident) und gehörte von 1899 bis 1903 dem Genfer Stadtrat an; in dieser Zeit war er 1896 Präsident des liberalkonservativen Wahlkomitees.
In der Zeit von 1903 war er, als Nachfolger des abgewählten Fritz Thiébaud (1842–1908), bis 1915 im Staatsrat und von 1903 bis 1906 sowie von 1909 bis 1915 Vorsteher des Departements für Handel und Industrie sowie, als Nachfolger von Édouard Odier, von 1906 bis 1908/1909 des Departements für Justiz und Polizei; 1909 übernahm er kurzzeitig das Baudepartement. 1906 und 1909 wurde er zum Vizepräsidenten des Staatsrats gewählt.
1909 wurde ihm, während einer Sitzung des Grossen Rats, von den Sozialisten, unter anderem Adrien Wyss (1856–1938), vorgeworfen, die Genfer Polizei lege Geheimakten zu den Bürgern an; diesen Umstand räumte er auch ein, betonte jedoch, es seien keine privaten Daten erhoben worden. In der anschliessenden Diskussion hatte Henri Fazy erklärt, die Regierung könne sich in diesem Fall nicht mit Albert Maunoir solidarisch erklären. Diese Erklärung führte zum sofortigen Rücktritt von Albert Maunoir. In der Folgezeit veröffentlichte der ehemalige Grossrat Fritz Châtelain (1859–1921) 1909 in Genf die Broschüre Un qui a vu les dossiers secrets, aus der hervorging, dass er in der Vergangenheit die Geschäftsführung der Polizei zu prüfen hatte und festgestellt hatte, dass verschiedene Dossiers, unter anderem zu Jean Sigg angelegt wurden. Der Staatsratspräsident liess inzwischen anordnen, dass die Staatsräte Victor Charbonnet und François Perréard (1892–1974) die Dossiers durchzusehen hätten, allerdings liess Albert Maunoir durch den Polizeidirektor die Akten vorher sichten, um sicherzustellen, dass auch alles seine Ordnung habe, hierbei sei auch eine Akte vernichtet worden. Noch im selben Jahr trat er erneut zur Wahl an und wurde erneut in den Staatsrat gewählt.
Vom 7. Dezember 1914 bis zu seinem Tod war er liberal-demokratischer Nationalrat und interessierte sich in dieser Zeit für Handelsfragen, unter anderem beschäftigte er sich mit der Revision gegen den unlauteren Wettbewerb und gehörte der Expertenkommission für Sozialversicherungen an; ihm folgte Gabriel Bonnet (1880–1958) in den Nationalrat.
1915 war er Mitunterzeichner einer Motion von Heinrich Walther, der eine Überarbeitung der Militärstrafgesetzgebung vorschlug. 1917 wurde er Mitglied und später Vorsitzender der Expertenkommission, die sich mit der Überarbeitung befasste. Er war 1927 Mitglied der Redaktionskommission für das Militärstrafgesetzbuch.
1921 wurde er durch den Bundesrat, gemeinsam mit Ernst Laur, zum Delegierten zur Klärung der Zonenfrage mit Savoyen, ernannt.
1899 nahm er an der Kampagne gegen die Freimaurer teil und kämpfte 1907 gegen die Trennung von Kirche und Staat.
Von 1925 bis 1929 war er Fraktionspräsident der Liberalen Fraktion (siehe FDP-Liberale Fraktion der Bundesversammlung) in der Bundesversammlung; ihm folgte nach seinem Tod Maurice Bujard (1870–1953). Als Fraktionspräsident stellte er 1928 eine Interpellation zum Fall Cesare Rossi (1887–1967), der durch ein Täuschungsmanöver auf italienisches Gebiet gelockt worden und später von der faschistischen italienischen Regierung zu einer dreissigjährigen Haftstrafe verurteilt worden war.
1927 war er Präsident der schweizerischen Delegation, die an der Internationalen parlamentarischen Handelskonferenz in Brasilien teilnahm.
Er betätigte sich auch journalistisch als Mitarbeiter der Gazette de Lausanne.

## Mitgliedschaften
Albert Maunoir war Mitglied des Schweizerischen Zofingervereins sowie seit 1889 des Schweizerischen Juristenvereins.

## Ehrungen und Auszeichnungen
Zu Ehren verschiedener Familienmitglieder der Familie Maunoir, namentlich auch Albert Maunoir, wurde die rue Maunoir in Genf nach ihnen benannt.

## Schriften (Auswahl)
- Souvenirs et impressions de la Guerre européenne de 1914-1918. Genf, 1929.